# أرييه كابلان
أرييه كابلان (بالإنجليزية: Aryeh Kaplan)‏ (و. 1934 – 1983 م) هو فيزيائي، وحاخام، ومترجم، ومترجم الكتاب المقدس من الولايات المتحدة الأمريكية . ولد في مدينة نيويورك .
توفي في مدينة نيويورك .